# Old Shute House

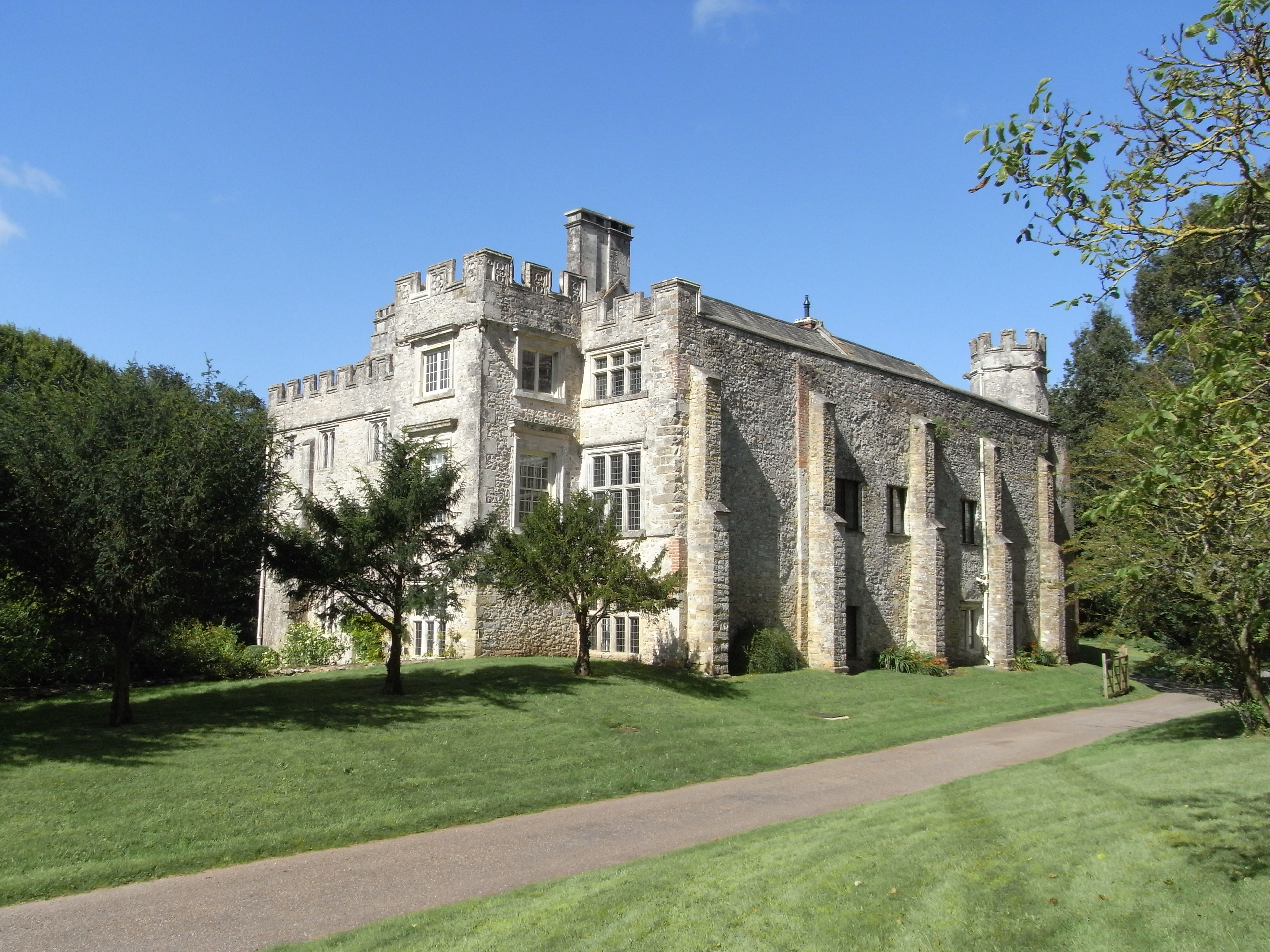
Old Shute House. Ansicht von Nordosten

Old Shute House (auch Shute Barton genannt) ist ein Herrenhaus in Devon. Das südwestlich von Axminster gelegene Anwesen gilt als bedeutendes Beispiel eines unbefestigten mittelalterlichen Herrenhauses und ist als Kulturdenkmal der Kategorie Grade I geschützt. Etwa 600 m südöstlich befindet sich das aus dem späten 18. Jahrhundert stammende New Shute House.

## Geschichte

### Vom Mittelalter bis ins 16. Jahrhundert

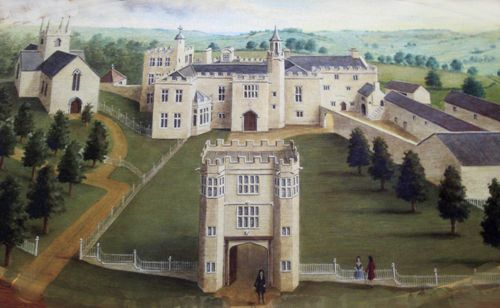
Old Shute House. Darstellung vor dem Teilabriss 1785

Das Herrenhaus wurde um 1380 durch William Bonville errichtet. Thomas Grey, 1. Marquess of Dorset erwarb das Anwesen 1474 durch seine Heirat mit der Erbin Cecily Bonneville. Er und seine Frau ließen Ende des 15. Jahrhunderts größere Umbauten und Erweiterungen durchführen. Greys Enkel Henry Grey, 1. Duke of Suffolk wurde 1554 nach dem Sturz seiner Tochter Jane Grey, der Neuntagekönigin, hingerichtet. Sein Besitz, darunter Shute House, wurde von der Krone beschlagnahmt. Die Krone übergab das Haus zunächst an den königlichen Sekretär William Petre, der es schließlich an William Pole aus Colyton verkaufte. Pole machte das Haus zu seinem Wohnsitz machte. Entweder unter ihm ab 1560 oder unter seinem gleichnamigen Sohn Sir William Pole nach 1587 wurde das Torhaus errichtet und weitere Umbauten an dem Herrenhaus vorgenommen.

### Verfall und Neubau von New Shute House
Shute blieb im Besitz der Familie Pole, die jedoch oft auch das nahe gelegene Colcombe Castle als Hauptwohnsitz nutzten. Während des Englischen Bürgerkriegs wurde das Herrenhaus schwer beschädigt. Im 18. Jahrhundert wurde das Anwesen vernachlässigt und verfiel. Schließlich beschloss John de la Pole, 6. Baronet, der als dreijähriges Kind 1760 das Anwesen geerbt hatte, ein neues Herrenhaus zu errichten. Um eine Sichtachse vom neuen Herrenhaus zum alten Torhaus und weiter zum neu angelegten Landschaftspark zu gewinnen, ließ er 1785 einen großen Teil des alten Herrenhauses abreißen, das axial auf das Torhaus ausgerichtet war. Einen Teil der Steine des alten Herrenhauses wurde im neuen Haus wieder verbaut. Der erhalten gebliebene Teil des alten Herrenhauses wurde als Bauernhaus verpachtet und wurde seitdem als Shute Barton bezeichnet. William Pole, 9. Baronet ließ um 1870 die beiden Nebengebäude des Torhauses abreißen und durch zwei neue, zweigeschossige Pavillons ersetzen.

### Das Anwesen ab dem 20. Jahrhundert
Nach dem Tod von Frederick de la Pole, 13. Baronet erbte 1926 John Pole-Carew das Anwesen. Aufgrund des Erbes änderte er seinen Namen in Carew Pole, doch behielt er seinen bisherigen Wohnsitz in Antony House bei. Shute Barton blieb weiter verpachtet, bis es nach dem Zweiten Weltkrieg nicht mehr bewohnt wurde. John Carew Pole ließ daraufhin das alte Herrenhaus renovieren und übergab es 1959 dem National Trust mit der Auflage, dass einige Verwandte lebenslanges Wohnrecht erhielten. Bis 2010 wurde Shute Barton von diesen bewohnt, danach erfolgte eine umfassende Restaurierung durch den National Trust. Seitdem wird das Anwesen vom National Trust als Ferienhaus vermietet. Nur an wenigen Wochenenden im Jahr ist eine Besichtigung möglich. Um 1978 war der Landmark Trust auf das verfallene Torhaus aufmerksam geworden. Er pachtete es vom National Trust und ließ es aufwändig restaurieren. Seit 1981 vermietet der Landmark Trust das Torhaus ebenfalls als Ferienwohnung. Am 14. Dezember 1955 war Old Shute House, am 8. Mai 1967 das Torhaus unter Denkmalschutz gestellt worden. Das Torhaus und seit dem 19. Oktober 1984 Old Shute House sind als Kulturdenkmäler der Kategorie Grade I geschützt.

## Anlage
Das Anwesen liegt am östlichen Rand des Weilers Shute. Durch das Torhaus erreicht man Old Shute House, unmittelbar gegenüber liegt die St Michael’s Church mit Grabdenkmälern der Familie Pole. Zwischen der Kirche und Old Shute House führt die Zufahrt durch eine Parkanlage nach New Shute House.

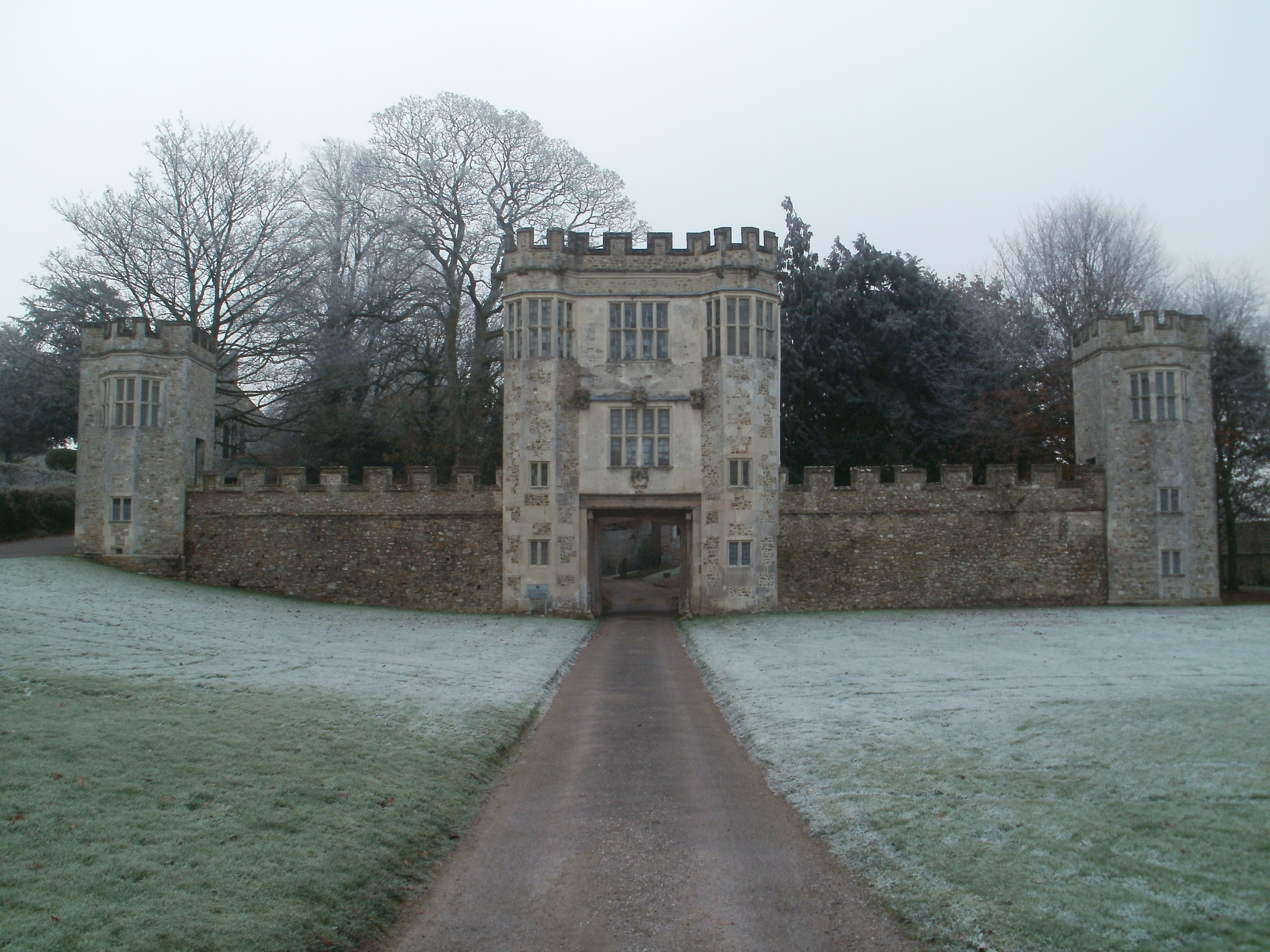
Das Torhaus von Old Shute House

### Das Torhaus
Die Zufahrt zu Shute House erfolgt durch das im elisabethanischen Stil errichtetes dreigeschossiges Torhaus, das nicht als Befestigung, sondern als Statussymbol errichtet wurde. Durch sein Bruchsteinmauerwerk, durch die Zinnen und die Wasserspeier, die vermutlich von einem älteren Gebäude stammen, sollte es bereits im 16. Jahrhundert einen altertümlichen Eindruck machen. Dabei besaß es ursprünglich in den Obergeschossen noch mehr Fenster, die in einer Zeit, als Glas teuer war, der Repräsentation dienten. Möglicherweise diente das zweite Obergeschoss als Aussichtspunkt, um die Jagd im nahegelegenen Hirschpark beobachten zu können. Spätestens seit dem 19. Jahrhundert bis etwa 1958 diente das Torhaus als Unterkunft für Bedienstete. Seit der Restaurierung von 1978 bis 1981 besitzt es im zweiten Obergeschoss eine Stuckdecke im jakobinischen Stil. Diese stammte ursprünglich aus einem in den 1930er Jahren abgerissenen Haus in Barnstaple. Die Decke war in Teilen eingelagert worden und wurde bei der Restaurierung des Torhauses eingebaut. An beiden Seiten der Tordurchfahrt grenzt eine zinnengekrönte Mauer an, die das Torhaus mit zwei zweigeschossigen Pavillons verbindet. Diese wurden im 19. Jahrhundert nach dem Stil des Torhauses neu errichtet.

### Old Shute House
Weite Teile des Herrenhauses stammen aus dem späten 14. Jahrhundert, während ein Großteil der im späten 15. und 16. Jahrhundert erfolgten Anbauten 1785 abgerissen wurden. Die erhaltenen, zwei- bis dreigeschossigen Gebäude aus unverputzten Bruchstein umschließen an drei Seiten einen Innenhof. Die Schieferdächer befinden sich hinter einem Zinnenkranz, der allerdings nur zur Dekoration dient. Im ältesten Teil, dem Südostflügel, befand sich im Erdgeschoss die Küche und darüber die ursprünglich zweigeschossige Wohnhalle. An der Südseite wurde im späten 15. Jahrhundert ein quadratischer Turm angebaut, der im späten 16. oder frühen 17. Jahrhundert reich durchfenstert wurde. Der angrenzende Nordostflügel stammt aus dem späten 15. Jahrhundert. Er besitzt einen achteckigen Treppenturm am nördlichen Ende. An der Ostseite sind die Ansätze der Mauern der im 18. Jahrhundert abgerissenen Gebäudeteile sichtbar. An der anderen Seite des Südostflügels grenzt der zweigeschossige Südwestflügel mit der Tordurchfahrt, der im 15. Jahrhundert erbaut oder wesentlich umgebaut wurde.

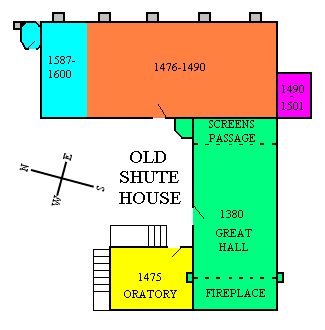
Grundriss der erhaltenen Teile von Old Shute House. Plan von 2012

Trotz zahlreicher Umbauten besitzt das alte Herrenhaus noch Teile der alten Innenausstattung. Der über 7 m breite und 3 m breite Kamin in der Küche, der eine ganze Seitenwand einnimmt, gilt als der größte erhaltene Kamin in England. In die darüberliegende Wohnhalle wurde eine Zwischendecke eingezogen, der hölzerne Dachstuhl ist aber im Obergeschoss noch sichtbar. Vor allem in den Räumen im zweiten Obergeschoss sind noch Teile der Ausstattung aus dem 17. Jahrhundert mit Balkendecken, Kaminen und Holzvertäfelung erhalten.
Unmittelbar nordwestlich des Südwestflügels schließt sich eine große Scheune aus dem 18. Jahrhundert an, etwas weiter befinden sich ehemalige Stallungen und andere Wirtschaftsgebäude, die im 20. Jahrhundert zu Wohnungen umgebaut wurden. Diese Gebäude sind als Kulturdenkmäler der Kategorie Grade II geschützt.